# Czakalaka bura

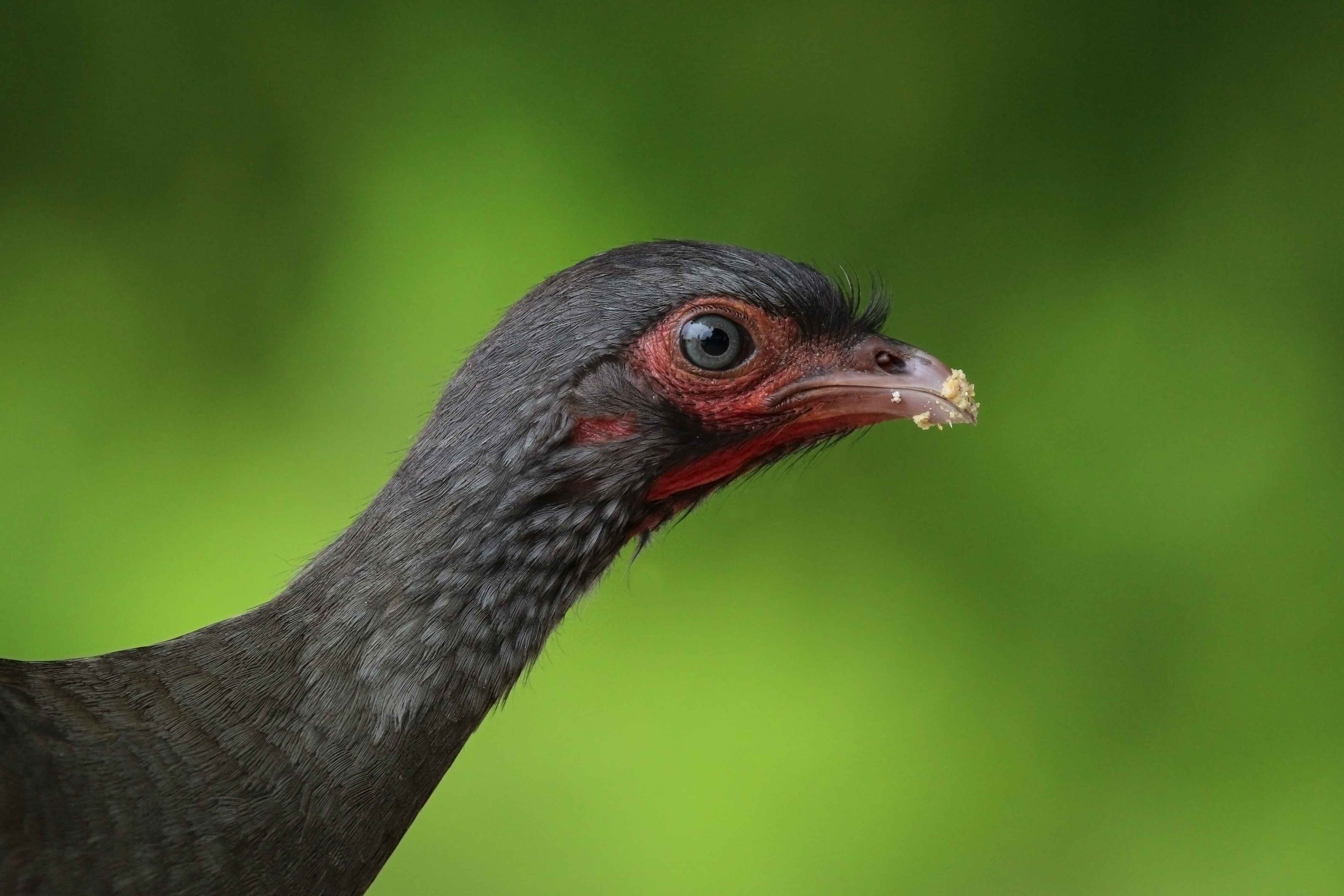
Głowa czakalaki burej, Pantanal, Brazylia

Czakalaka bura (Ortalis canicollis) – gatunek dużego ptaka z rodziny czubaczy (Cracidae). Występuje w środkowej części Ameryki Południowej. Niezagrożony wyginięciem.

## Taksonomia
Gatunek opisał po raz pierwszy Johann Georg Wagler w 1830. Holotyp pochodził z Paragwaju. W niewoli uzyskano krzyżówkę czakalaki burej z grdaczem modrogardłym (Pipile cumanensis, także należy do czubaczy). Ptaki z paragwajskiego Chaco wydzielono do podgatunku ungeri, którego odrębność nie jest znaczna; IOC wyróżnia dwa podgatunki.

## Podgatunki i zasięg występowania
IOC wyróżnia następujące podgatunki:
- O. c. canicollis (Wagler, 1830) – czakalaka bura[5] – wschodnia Boliwia, zachodni Paragwaj, północna Argentyna
- O. c. pantanalensis Cherrie & Reichenberger, 1921  – czakalaka pantanalska[5] – wschodni Paragwaj, południowo-zachodnia Brazylia

O. canicollis występuje w bagnistych, nizinnych lasach i w zakrzewieniach, na obrzeżach dróg i gajów, przy których rośnie gęsta roślinność, zapewniająca schronienie. O.c. pantanalensis zamieszkuje lasy galeriowe, lasy mieszane, zagajniki palmowe i lasy wtórne.

## Morfologia
Długość ciała (u obu płci) 50–56 cm, masa ciała 479–579 g. Robert William Ogilvie-Grant podaje następujące wymiary dla samicy (oryginalnie zapisane w calach): długość ciała około 51 cm, skrzydła 22 cm, ogona 25 cm, skoku 6 cm, środkowego palca wraz z pazurem 6 cm.
Głowa szara, na kantarku i wokół oka występuje naga, czerwona skóra. U dorosłego samca wierzch ciała szarobrązowy, najwięcej barwy brązowej występuje na grzbiecie. Sterówki szare, podobnie jak i skrzydła, które odznaczają się bardziej brązowymi pokrywami skrzydłowymi. Gardło i pierś szare, brzuch w jasnym odcieniu rudości. Boki ciała, okolice kloaki i pokrywy podogonowe kasztanowe. Na podgardlu obecny mały płat luźnej, czerwonej skóry; widoczność zmienna w zależności od pory roku. Dziób, barwy od białej po rogową, jest typowy dla grzebiących – lekko zagięty z drobnym hakiem na końcu. Tęczówka brązowa. Nogi dość długie, mocne, jasnoszare do jasnoróżowych. O.c. pantanalensis cechuje bardziej brązowe upierzenie i większe rozmiary.

## Zachowanie
W skład pożywienia wchodzi w przeważającej części materia roślinna – ziarno, owoce, kwiaty. Prócz tego zjada gąsienice. John Graham Kerr napisał o czakalakach burych, że okazjonalnie schodzą na ziemię, by żerować, jednak to stosunkowo rzadkie; zwykle pozostają pośród górnych gałęzi drzew [...].
Zanotował również fakt towarzyskości tego gatunku – żeruje w grupach do 30 osobników – oraz ich bojaźliwość, która jednak staje się mało widoczna przez ciekawość tych ptaków. Jeśli w rzadko uczęszczanym przez człowieka obszarze takowy się pojawi, to czakalaka z zainteresowaniem ogląda intruza, po czym woła towarzyszy z pomocą miękkiego, piskliwego dźwięku. Jeśli człowiek pozostanie w spokoju, ptaki mogą zlecieć nawet na wysokość kilku stóp (1 stopa ≈ 30,5 cm). Natomiast kiedy niepożądany osobnik zacznie wspinać się na drzewo, czakalaki skaczą nerwowo po gałęziach, wołając coraz piskliwiej, w końcu dźwięki przechodzą w przenikliwe krzyki.
Podobnie jak inne czubacze, O. canicollis często się odzywa. Wydaje z siebie piskliwy płacz, często w parze z partnerem albo w grupie. Nad ranem takie nawoływania trwają do dwóch godzin. Prócz tego gdacze i pogwizduje. Jest słabym lotnikiem, ale potrafi szybko uciec w razie potrzeby oraz lecieć długim ślizgiem.

## Lęgi

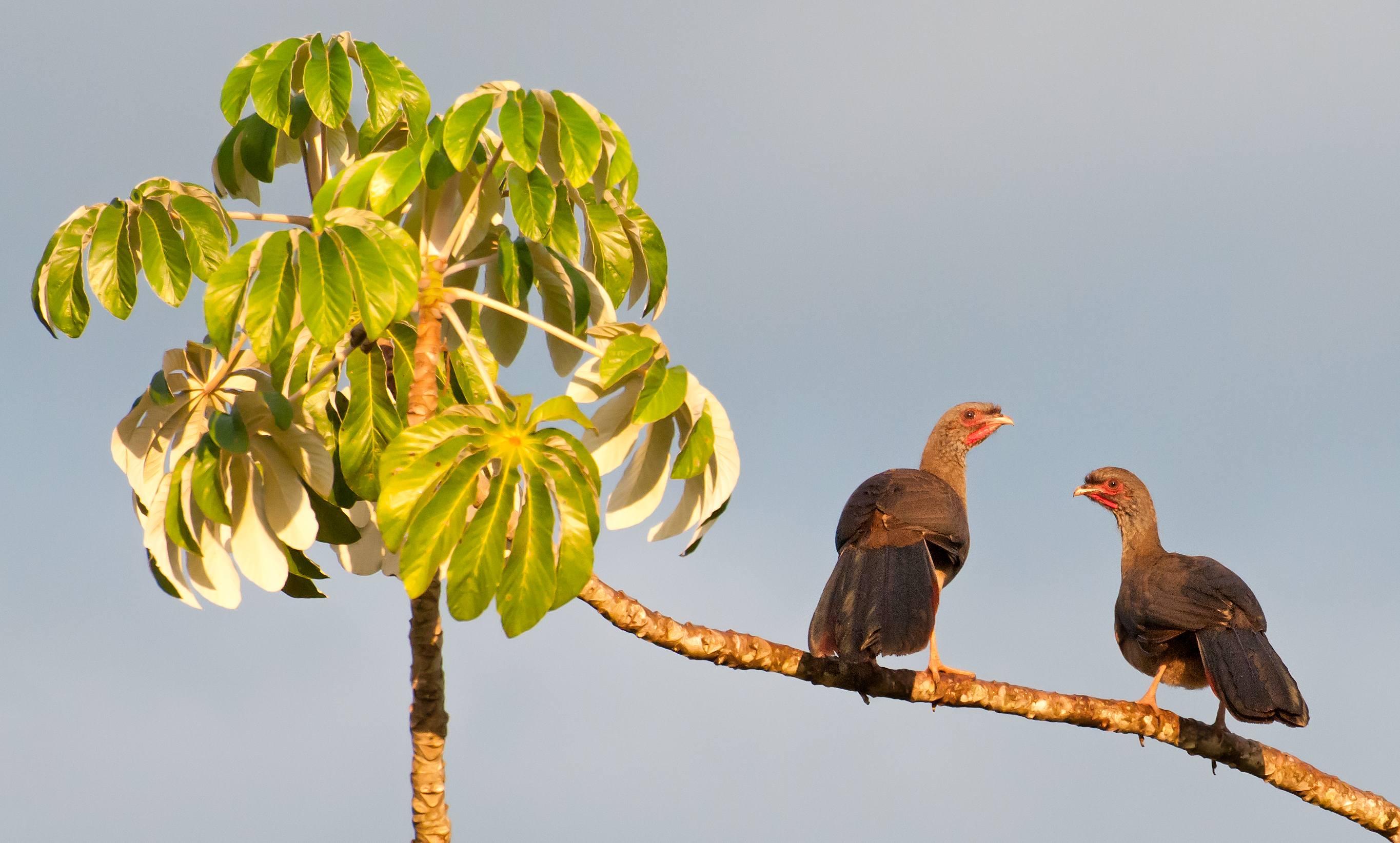
Para czakalak burych, Bonito, Mato Grosso do Sul

Najprawdopodobniej monogamiczny, bardzo terytorialny gatunek; obydwaj partnerzy bronią terytorium, niekiedy dochodzi do walk. W trakcie popisów ptak dumnie kroczy i nawołuje z wyciągniętą głową, co ma wyeksponować czerwoną nagą skórę na podgardlu. Prócz tego sparowane ptaki wzajemnie czyszczą się, gonią i karmią. Kopulacje często mają miejsce na szczycie drzewa lub na ziemi.
Okres lęgowy w północnej Argentynie trwa od listopada do lutego, w trakcie pory deszczowej. Gniazdo znajduje się 2,5 do 4 m nad ziemią. Stanowi płytką, luźną platformę z patyków, łodyg i liści. W zniesieniu 3 do 4 jaj. Samica wysiaduje je sama przez blisko 24 dni, podczas gdy samiec pilnuje okolic gniazda. Młode to zagniazdowniki, w chwilę po wykluciu są gotowe do opuszczenia gniazda. Poruszają się wśród gałęzi, niekiedy pomagając sobie trzepotaniem skrzydłami. Rodzice karmią je zarówno świeżym, jak i zwróconym pokarmem. Szybko usamodzielniają się.

## Status zagrożenia
Przez IUCN gatunek klasyfikowany jest jako najmniejszej troski (LC, Least Concern). Liczebność populacji nie została oszacowana; w 1996 roku ptak ten opisywany był jako pospolity. Populacja ma prawdopodobnie trend spadkowy ze względu na wypalanie lasów i ich wycinkę celem pozyskania terenu pod pastwiska. Czakalaka bura jest uznawana za „trigger species” przy wyznaczaniu ostoi ptaków IBA; występuje na przykład w Parku Narodowym Médanos del Chaco.

### Relacje z ludźmi
Ogilvie-Grant wspomniał tego ptaka w wydanej w 1895 książce A hand-book to the game-birds (dosł. Vademecum ptaków łownych). Był on wtedy ulubionym artykułem żywnościowym Indian, którzy wabili czakalaki bure, imitując ich głosy, a następnie odławiali strzałem z łuku. Pośród Indian Toba (lub Qom) gatunek nazywano Cochina, właśnie ze względu na dźwięk.